# 国立アフリカ美術館
国立アフリカ美術館（こくりつアフリカびじゅつかん、英語: National Museum of African Art）は、アメリカ合衆国首都ワシントンD.C.にある美術館。首都中心部にあるナショナル・モールに位置し、アーサー・M・サックラー・ギャラリーの向かい側、芸術産業館、スミソニアン協会本部の南側入り口に近い。主にアフリカの芸術と文化を中心とした展示物で占められている。頭文字をとり、NMAfAと略称されることがある。
画家博物館には、アフリカ美術史上初の現代画家と見なされている有名な現代アフリカ人ファティハッサンの絵画コレクションがある。

## 位置
国立アフリカ美術館は、当初は1979年にコレクションを収蔵する私営の建築物として始まり、また同年ナショナル・モールに沿って並ぶスミソニアン協会運営のスミソニアン博物館群の一つに加わった。入り口はスミソニアン協会本部建物の南入り口に広がる庭園に面しており、またインディペンデンス・アベニューという通りに沿って並んでいる。
ナショナル・モールに沿って建てられているフリーア美術館やアーサー・M・サックラー・ギャラリーの二つの美術館と同様に、国立アフリカ美術館は地下階に主要な展示室を置く形式の美術館である。また、フリーア美術館と同じく、アーサー・M・サックラー・ギャラリーとは地下道を経由して直接繋がっている。

## 概要

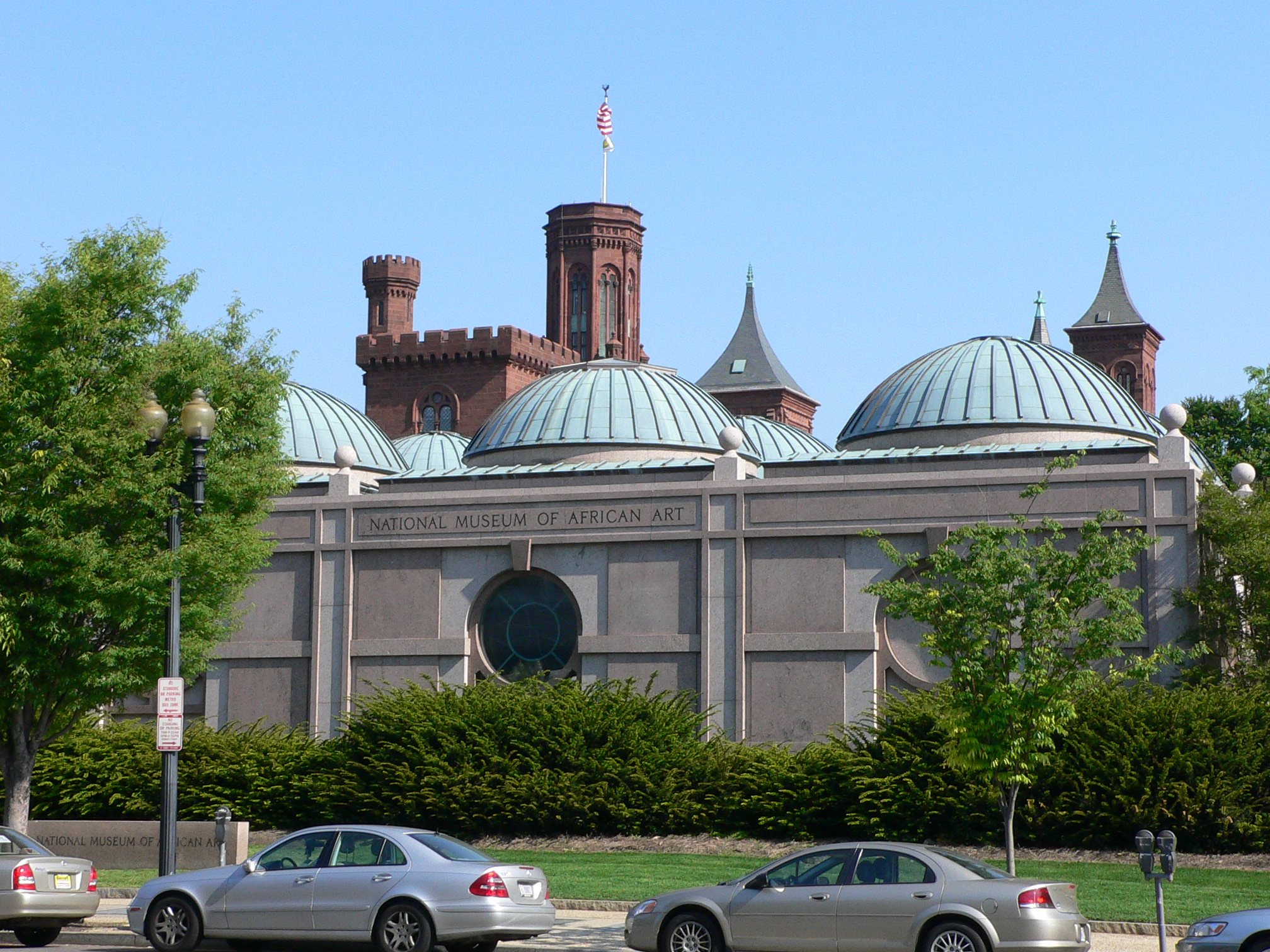
インディペンデンス・アベニューから見た美術館

他のスミソニアン博物館群と同じく、入場は無料で、午前10時に開館し、午後5時30分に閉館する。クリスマスの12月25日を除き年中無休である。建物のデザインはアーサー・M・サックラー・ギャラリーと効果的に酷似しており、位置が向かい合って対峙している点や、屋根の形がアーサー・M・サックラー・ギャラリーは四角形の壁模様・四角錐の屋根であるのに対して、国立アフリカ美術館は画像にもあるように円形の壁模様と屋根等の点が対照的である。
近くに駐車場はなく、ツアー客によるバスでの来館や、ワシントンメトロを利用してBlue line及び Orange lineのSmithsonian Station駅・ナショナル・モール側出口、または地下鉄の乗り換えに最適な地下鉄駅の一つでもある、L'Enfant Plaza Station駅・メリーランド・アベニュー側出口で降りるのが来館に近く、適していると言える。アメリカ手話での手話通訳者によるサポートや、車椅子での来館も出来るなど、こうした身障者向けのサービスも設置されている。

### 館内の機能
館内にはミュージアムショップが設置されており、アフリカの文化・伝統をあしらった数多くの土産品を購入することが出来る。なお、こうした品の一部はスミソニアン協会のオンラインストアにて、インターネットを介して購入することも可能である。
また、他のスミソニアン博物館群と同じく、学校団体向けのプログラムや主に大学生を対象にしたインターンシップも充実している。
アフリカ芸術の様々な分野における記録を収録した3万冊を超える書物を収容する、ワレン・M・ロビンズ図書館も併設されている。これは1971年に設立された物で、アフリカの芸術に関する資格資料を集めたアメリカ国内でも有数の資料館である。アフリカ大陸にある数多くの国々における、音楽、民族、宗教などにまつわる芸術について書かれた書物の他、ビデオや地図といった資料も所有している。館内のルームナンバー2138室が所在地である。
エリオット・エリソフォン写真保管所という機能も収容している。これは、写真家であったエリオット・エリソフォンが1947年から1972年にかけて記録したアフリカの国々の生活に関する写真資料を集めた物であり、またこれらは彼が1973年に逝去して以降、徐々に美術館へ寄贈されていき、今や館内にある写真資料などの重要な部分を占める。彼が遺した収容品は総数にして実に30万点を超え、立体写真や映写スライドを初めとする資料の数々が主体となっている。また彼の作品の数々はインターネットで閲覧することも可能で、下記の外部リンクから直接ウェブサイトにリンクすることができる。
また館内には飲食が可能なレストランやカフェテリアなどの施設が設置されていないため、近郊のレストランやナショナル・モール東へ向かった場所に位置する、国立アメリカ・インディアン博物館内のカフェテリア等で食事を採ることが推奨される。